# Илка
Илка је српски телевизијски филм из 2003. године. Режирао га је Здравко Шотра, а сценарио је написала Ива Митровић. Музику за филм је компоновао Раде Радивојевић.

## Улоге
| Глумац                  | Улога                    |
| ----------------------- | ------------------------ |
| Наташа Нинковић         | Јелена - Илка Марковић   |
| Ненад Маричић           | Раша Милошевић           |
| Наташа Балог            |                          |
| Љубомир Бандовић        | Кнез Милан Обреновић     |
| Никола Булатовић        |                          |
| Драгомир Чумић          | Доктор Мирковић          |
| Миодраг Фишековић       |                          |
| Борис Комненић          | Министар војни Грујић    |
| Ана Маљевић             |                          |
| Мила Манојловић         | Аница                    |
| Слобода Мићаловић       | Докторка                 |
| Данијела Михајловић     | Лујза                    |
| Михајло-Бата Паскаљевић | Свештеник                |
| Борис Пинговић          | Пуковник Јеврем Марковић |
| Вахидин Прелић          |                          |
| Миодраг Радовановић     | Стевча Михајловић        |
| Слободан Тешић          |                          |
| Драган Врањанац         |                          |